# Eilhard Mitscherlich

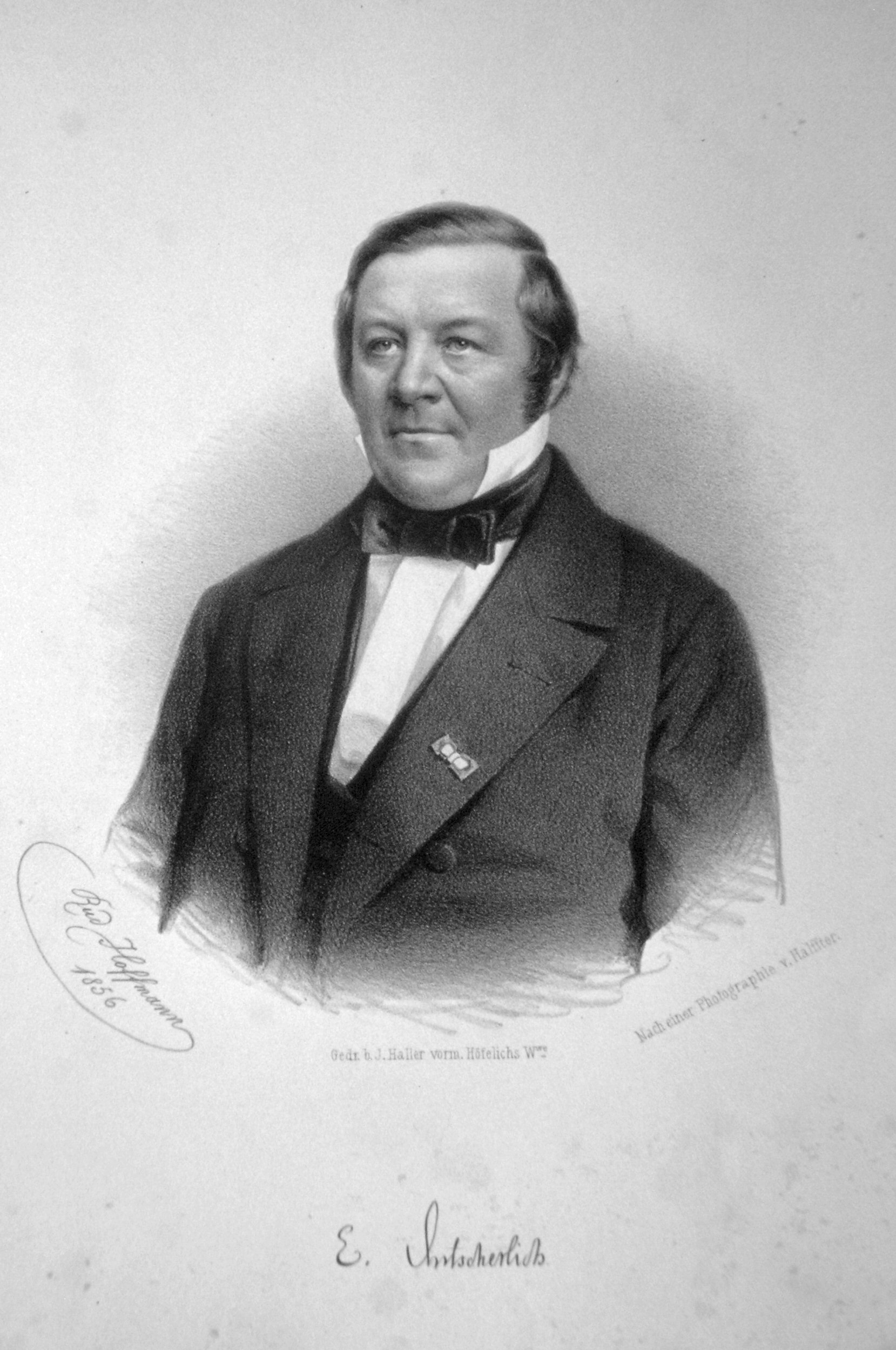
Eilhard Mitscherlich, Lithographie von Rudolf Hoffmann, 1856

Eilhard Mitscherlich (* 7. Januar 1794 in Neuende, heute ein Stadtteil von Wilhelmshaven; † 28. August 1863 in Berlin) war ein deutscher Chemiker und Mineraloge. Bekannt wurde er unter anderem als Entdecker von Säuren und Kristallstrukturen. 

## Herkunft
Die Familie Mitscherlich war seit Ende des 16. Jahrhunderts als Bauern und Gärtner in der Gegend von Schandau, Chemnitz und Pirna in der Sächsischen Schweiz ansässig. Mitte des 18. Jahrhunderts wanderte Johann Christoph Mitscherlich dann nach Jever aus. Dessen Sohn, der protestantische Pfarrer Karl Gustav Mitscherlich (1762–1826), heiratete 1788 Maria Elisabeth Eden (1766–1812), die Tochter des jeverschen Kunsthändlers und Stadtkämmerers Eilhard Eden. Das Ehepaar hatte drei Kinder. Eilhard Mitscherlich war das mittlere, sein jüngerer Bruder war der spätere Pharmakologe Karl Gustav Mitscherlich.

## Leben und Wirken
Eilhard Mitscherlich wurde am 7. Januar 1794 im zweiten Pfarrhaus am sogenannten Totenweg in dem damals zur Herrschaft Jever gehörenden Kirchspiel Neuende geboren. Getauft wurde er am 12. Januar 1794 in der evangelischen St.-Jakobi-Kirche zu Neuende. Mitscherlich besuchte von 1800 bis 1803/1804 die einklassige Kirchspielschule seines Heimatdorfes Neuende, der Gemeinde seines Vaters von 1790 bis 1826. Im Anschluss ging er von 1804 bis 1811 auf das Mariengymnasium Jever. Dort war er u. a. Schüler von Friedrich Christoph Schlosser. Im Alter von 17 Jahren verließ er das friesische Jeverland, um an der Ruprecht-Karls-Universität Heidelberg ein Studium der Geschichte, Philologie und Orientalistik aufzunehmen. Dort schloss er sich 1813 dem Corps Guestphalia Heidelberg an. Nach zweijährigem Aufenthalt in Heidelberg zog es ihn nach Paris in der Hoffnung, auf der Ecole des langues orientales bessere Studienbedingungen zu finden. Als Napoléon Bonaparte eine Gesandtschaft nach Persien zu schicken beabsichtigte, bot sich Mitscherlich die Möglichkeit daran teilzunehmen, um dort an der Quelle seine Sprachstudien fortzusetzen. Durch den Zusammenbruch des französischen Kaiserreichs zerschlug sich diese Gelegenheit, ohne jedoch Mitscherlich von seinem Wunsch einer Orientreise abzubringen.
Weil er glaubte, als Arzt bessere Aussichten auf einen längeren Aufenthalt in Persien zu haben, entschloss er sich zum Studium der Medizin, jedoch immer noch in der Absicht, im Orient seine Sprachstudien fortzusetzen. Die Aufnahme des Medizinstudiums 1814 an der Georg-August-Universität Göttingen war ein Wendepunkt in seinem Leben. Hier wurde er Mitglied des Corps Bremensia. Die chemischen Forschungen im Laufe seines Studiums fesselten ihn so sehr, dass er seine Sprachstudien aufgab. Auch Friedrich Stromeyer riet Mitscherlich zu einem Chemiestudium. Trotzdem erwarb er in Erkenntnis seines bisherigen Erfolges seinen Doktor 1818 an der Universität Göttingen im Fach Orientalische Sprachen (Persische Sprache).
Im Jahr 1818 begab er sich nach Berlin zum Botaniker Heinrich Friedrich Link. Im Jahr 1817 wurde Jöns Jakob Berzelius nach dem Tode von Martin Heinrich Klaproth nach Berlin berufen. Berzelius lehnte den Ruf ab, schlug jedoch 1819 Mitscherlich als Nachfolger für diese Professur vor. Nach Vorgabe von Minister Stein zum Altenstein musste sich Mitscherlich zuvor in Paris und Stockholm die modernen Kenntnisse der Chemie aneignen. Nach seiner Rückkehr wurde er im Jahr 1822 zum Professor für Chemie an die Friedrich-Wilhelms-Universität in Berlin berufen. Gleichzeitig wurde er Mitglied der Königlich-Preußischen Akademie der Wissenschaften. Im weiteren Verlauf seiner Tätigkeit wurde er auch noch Professor für Physik und Chemie an der Militärakademie und stand amtlichen Kommissionen mit Rat und Tat zur Seite. 1857 wurde er in die American Academy of Arts and Sciences gewählt.
Mitscherlich starb im August 1863 in Berlin-Schöneberg an einem Herzleiden. Er wurde in einem repräsentativen Mausoleum auf dem Alten St.-Matthäus-Kirchhof beigesetzt. Mitscherlichs Grab ist als Ehrengrab des Landes Berlin ausgewiesen. Das Mausoleum wurde unter anderem mit der originalen Plastik der von Christian Daniel Rauch begonnenen und von seiner Schülerin Elisabet Ney vollendeten Porträtbüste Mitscherlichs geschmückt. Die 1990 anlässlich ihrer Präsentation auf der Ausstellung „Ethos und Pathos“ im Hamburger Bahnhof Berlin restaurierte Büste befand sich 23 Jahre gesichert im Eigentum der Friedhofsverwaltung. Nach der Metallrestaurierung der Tür (Projekt von EFEU e. V.) konnte die Büste wieder im Mausoleum aufgestellt werden. Originalplatz wäre eigentlich an der Rückwand. Es gibt eine Marmorausführung der Büste in einem Hörsaal der Humboldt-Universität.

## Wissenschaftliches Werk

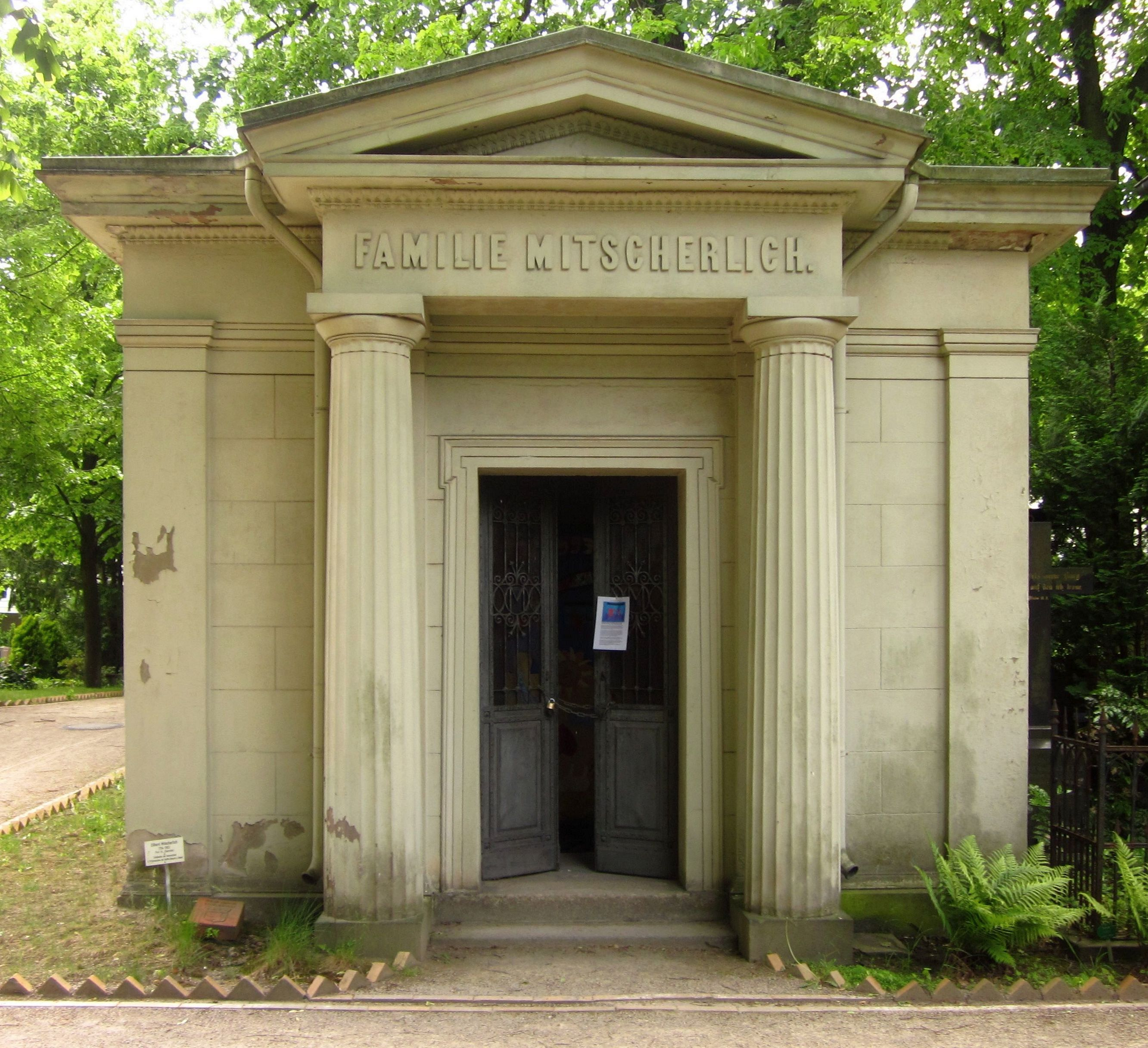
Mitscherlich-Mausoleum mit Ehrengrab-Markierung links unten

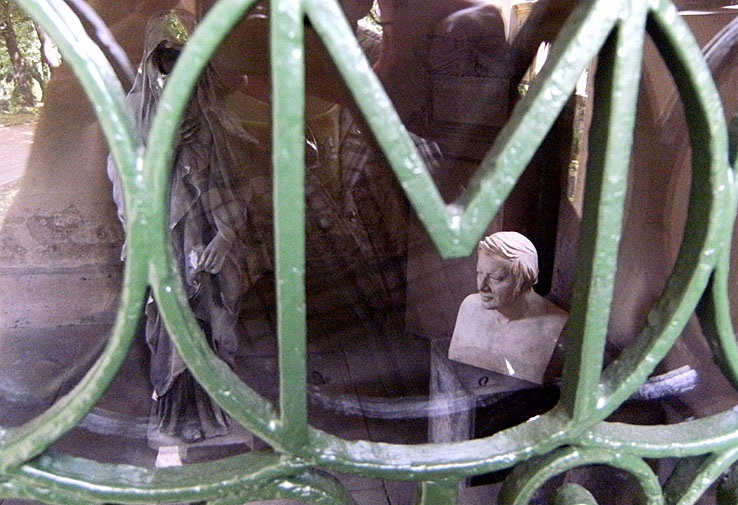
Mausoleum Mitscherlich, Blick durch restaurierte Tür auf die Büste

Im Jahr 1818 beobachtete er, dass Kaliumarsenat und Kaliumphosphat in der gleichen Kristallform auskristallisierten und Kristalle des einen Salzes in der Lösung des anderen Salzes in gleicher Struktur weiter wuchsen. Ähnliches beobachtete er bei Magnesiumsulfat, Zinksulfat, Eisensulfat und Alaunen. Mitscherlich gilt deshalb als Entdecker der Isomorphie (1819) und der Dimorphie. Ferner galt sein Interesse der Geologie und den mineralogischen Problemen des Bergbaus. Er unternahm Kristallwinkelmessungen und ordnete die Mineralien in Gruppen ein. Er beschäftigte sich mit dem Vulkanismus und gab das große Lehrbuch der Chemie heraus.
Mitscherlich entwickelte eine Nachweisreaktion für Phosphor, untersuchte die Oxidationsstufen des Mangans, ermittelte die Gas- und Dampfdichten von Stoffen, untersuchte die Kristallwasserbildung von Salzen und stellte Überlegungen zur Entstehung von Mineralquellen und Erzgängen an.
Nach der Entdeckung der Selensäure beschrieb er 1827 das Auflösen von elementarem Gold mit konzentrierter Selensäure unter Bildung von Goldselenaten zum ersten Mal.
Im Jahr 1833 erhitzte Mitscherlich Benzoesäure in einer Calciumhydroxidlösung. Dabei konnte er ein Öl überdestillieren, das er Benzin (spätere Bezeichnung: Benzol) nannte. Mitscherlich fand eine Übereinstimmung mit dem bereits von Michael Faraday im Steinkohleteer entdeckten bicarburet of hydrogen (Benzol). Er behandelte sein „Benzin“ mit Salpetersäure und erhielt das Nitrobenzol. Durch Auflösen des „Benzins“ erhielt er die Benzolsulfonsäure und das Diphenylsulfon. Durch Einwirkung von Chlor auf Benzol konnte Mitscherlich ein Trichlorbenzol erhalten. Durch Einwirkung von Schwefelsäureanhydrid auf Benzoesäure erhielt er die Benzoeschwefelsäure. Über die Konstitution der Benzoesäure herrschte damals noch Unklarheit. Das von Mitscherlich gefundene „Benzin“ wurde im Jahr 1843 durch Justus von Liebig in Benzol umbenannt. In der ausländischen Literatur (frz.: benzène, engl.: benzene) wurde der adaptierte Name von Mitscherlich erhalten.
Im Jahr 1834 veröffentlichte Mitscherlich eine Abhandlung über eine Apparatur zu Etherherstellung. Ethanol wurde in Diethylether und Wasser umgewandelt, die Schwefelsäure diente nur als Kontakt. Auch beim Zerfall von oxidiertem Wasser durch Mangansuperoxid, Gold oder Silber wird nur ein Kontakt benötigt, um die Verbindung in Wasser und Sauerstoffgas zu zerlegen. Ferner zerfällt der Zucker in Alkohol, Kohlensäure, Essigsäure; der Harnstoff in Ammoniak und Kohlensäure. Der Zusatz eines Fermentes, das selbst keine Umwandlung erfährt, ist für solche Reaktionen bei einer bestimmten Temperatur jedoch nötig. Später übernahm Jöns Jakob Berzelius die Ideen von Mitscherlich. Er nannte die Fermente nun katalytische Kraft und die Reaktion eine Katalyse.
Mitscherlich entwickelte auch die Idee, dass Hefe aus Mikroorganismen besteht. Als Beweis führte er ein Experiment mit Hefe und einer Zuckerlösung aus.
Mit einem von ihm entwickelten Polarisationsapparat, der auch zur Zuckerbestimmung im Harn Anwendung fand, untersuchte er 1844 die optischen Eigenschaften der Weinsäure und der Traubensäure. Sie schienen in allen anderen Eigenschaften identisch zu sein, außer dass eine Lösung der Weinsäure die Ebene des polarisierten Lichts nach rechts drehte, während eine Traubensäure-Lösung optisch inaktiv war. Louis Pasteur löste den scheinbaren Widerspruch auf, indem er 1848 zeigte, dass Traubensäure eine racemische Mischung der beiden optisch aktiven Enantiomere der Weinsäure ist.
Im Bereich der organischen Chemie hat er von vielen Stoffen (Naphthalin, Jodoform, Harnsäure, Benzol) die chemische Zusammensetzung ermittelt. Ferner befasste er sich mit Nitrobenzol, Azobenzol und Benzolsulfonsäure und gilt als Schöpfer des Wortes „Benzin“, womit er aber die heute als Benzol bezeichnete Verbindung benannte. Er befasste sich mit der Etherbildung durch Schwefelsäure als Katalysator, mit Gärungsvorgängen bei Zuckerlösungen: Er stellte fest, dass beim Gärungsvorgang Traubenzucker (Glucose) entsteht und dieser Zucker sich vom Rohrzucker unterscheidet. Er entwickelte ein Polarimeter, mit dem er den linksdrehenden Fruchtzucker und die Inversion des Zuckers durch Säureeinfluss untersuchen konnte. Er publizierte in den von Johann Christian Poggendorff herausgegebenen Annalen der Physik (Pogg. Ann.).

## Ehrungen

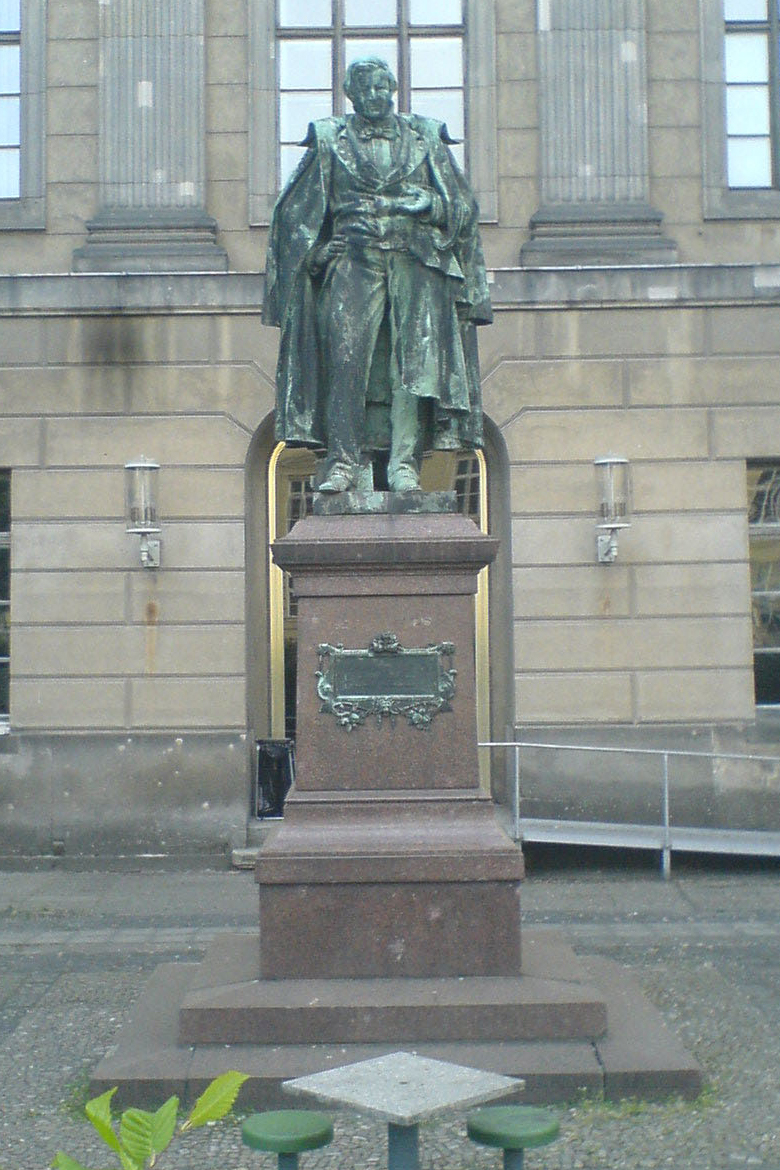
Eilhard-Mitscherlich-Denkmal in Berlin

1827 wurde er korrespondierendes Mitglied der Académie des sciences in Paris, 1852 wurde er auswärtiges Mitglied. 1828 wurde er als „Foreign Member“ in die Royal Society gewählt, die ihn 1829 mit der Royal Medal auszeichnete. Seit 1825 war er Mitglied der Royal Society of Edinburgh und seit 1829 korrespondierendes Mitglied der Russischen Akademie der Wissenschaften. 1842 wurde er in den Orden Pour le Mérite aufgenommen. 1857 wurde er zum auswärtigen Mitglied der Akademie der Wissenschaften zu Göttingen gewählt. 1860 wurde er in die Deutsche Akademie der Naturforscher Leopoldina gewählt.
Am 7. Dezember 1894, einhundert Jahre nach seiner Geburt, wurde auf Vorschlag des damaligen Direktors der Universität Berlin Prof. Cochius vor seiner langjährigen Wirkungsstätte ein Denkmal eingeweiht. Das Standbild Eilhard Mitscherlichs, gefertigt 1894 vom Bildhauer Ferdinand Hartzer, steht seit 1919 vor dem Mittelrisalit des Ostflügels der Humboldt-Universität in Berlin (Mensa-Eingang). Die Statue wurde 2012 restauriert und in einer Feierstunde enthüllt.
Am 28. Mai 1896 wurde eine Kopie des Denkmals, diesmal von der Familie Mitscherlich an die Stadt Jever geschenktes Denkmal eingeweiht. Die aus Kupfer gefertigte Statue erlag der Korrosion und wurde 1963 wegen Baufälligkeit abgebaut und durch einen rund acht Tonnen schweren Findling mit schlichter Beschriftung ersetzt. Der Kopf der Statue landete auf abenteuerliche Weise bei einem ungarischen Restaurator in Budapest, jedoch ohne dass es zu einem Übereinkommen der Restaurierung gekommen war. Seit 2005 war der polnische Künstler Gerard Grzywaczyk in Katowice damit beschäftigt, aus dem noch existenten Kopf und einigen weiteren Teilen der alten Statue, in optischer Annäherung an das Berliner Denkmal, ein neues Standbild für Jever zu schaffen. Diese zweite Statue wurde mit den Mitteln eines Förderkreises unter Beteiligung der Familie Mitscherlich angefertigt, in Jever aufgestellt und am 6. September 2006 eingeweiht.

## Familie

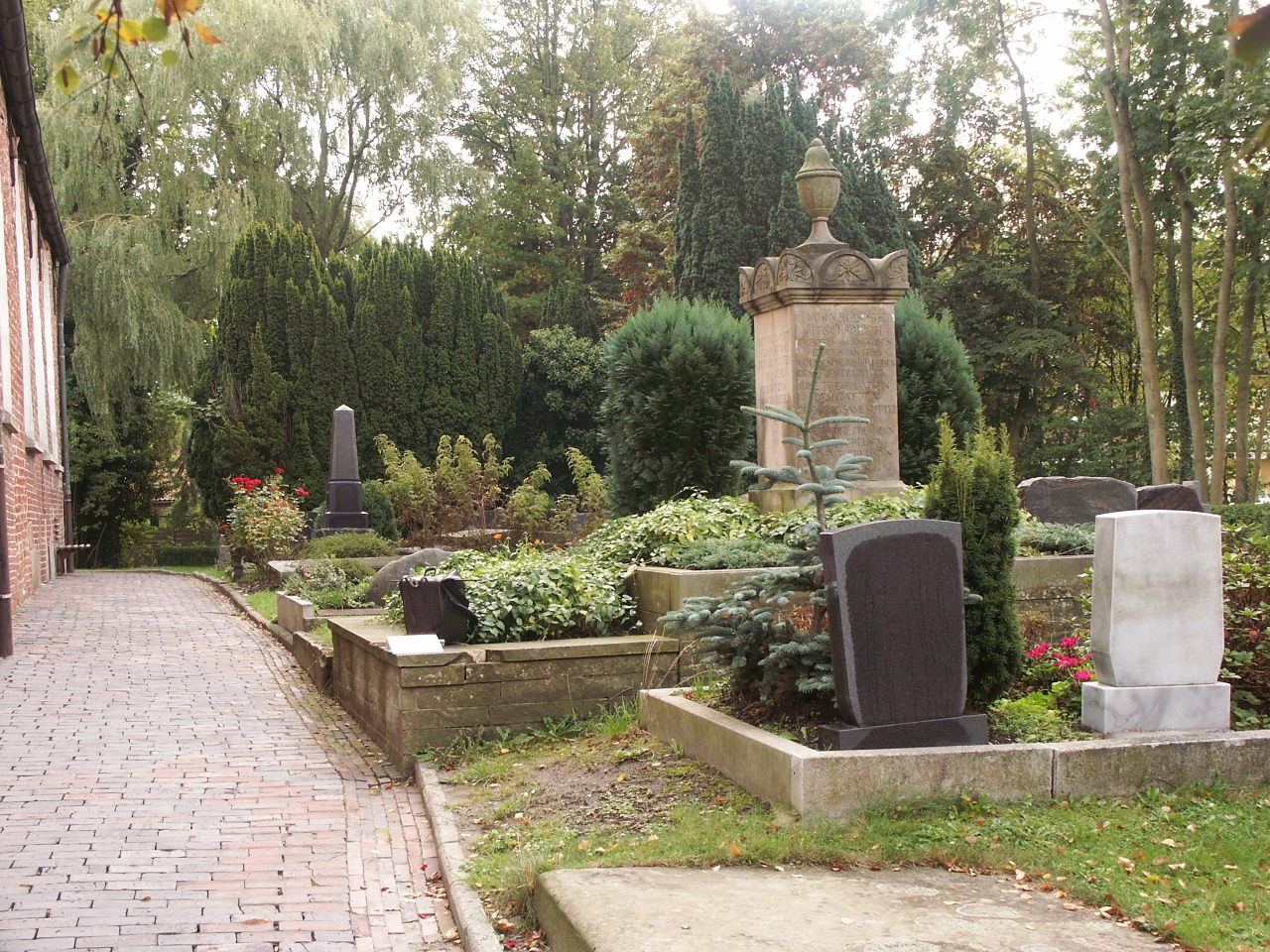
Familiengrab Mitscherlich in Wilhelmshaven-Neuende

Eilhard Mitscherlich war verheiratet mit Laura, geb. Meier (1803–1881), Tochter des Königsberger Kaufmanns Karl Gotthard Meier (1754–1812), und durch sie mit Karl Friedrich Friccius verschwägert. Sie waren die Eltern von Gustav Alfred Mitscherlich (Professor für Chirurgie) und Alexander Mitscherlich (Professor für Chemie) und damit der Urgroßvater des Psychoanalytikers Alexander Mitscherlich sowie der Großvater von Eilhard Alfred Mitscherlich (Bodenkundler) und dessen Schwester Frieda Mitscherlich (Bildhauerin). Seine Tochter Clara Mitscherlich heiratete Gustav Heinrich Wiedemann (Professor für Physik). Seine Tochter Agnes Mitscherlich heiratete Karl David Wilhelm Busch (Professor für Medizin). Seine Urenkel waren der Forstwissenschaftler Gerhard Mitscherlich und der Veterinärmediziner Eilhard Mitscherlich.

## Schriften (Auswahl)
- Ueber das Verhältniss zwischen der chemischen Zusammensetzung und der Krystallform arseniksaurer und phosphorsaurer Salze.Übersetzt aus dem Schwedischen (1821). Herausgegeben von Paul Heinrich von Groth (= Ostwalds Klassiker. Nr. 94). Leipzig 1898. Archive
- Über das Verhältniß der Krystallform zu den chemischen Proportionen. 3. Abh.: Über die künstliche Darstellung der Mineralien aus ihren Bestandtheilen; 4. Abh.: die in zwei verschiedenen Formen krystallieren. Akademie der Wissenschaften, Berlin 1822–1825.
- Lehrbuch der Chemie.2 Bände:
  - Band 1, 1. Auflage 1831
  - Band 2, 2. Auflage, Berlin 1843
- Vulkanische Erscheinungen der Eifel. 1865.
- Über das Benzin und die Verbindungen desselben: gelesen in der Akademie der Wissenschaften am 6. Februar 1834. Engelmann, Leipzig 1898 (Digitalisierte Ausgabe der Universitäts- und Landesbibliothek Düsseldorf)